# Naomi Folkard
Naomi Folkard (Leamington Spa, 18 settembre 1983) è un'arciera britannica che ha rappresentato la Gran Bretagna ai Giochi olimpici cinque volte tra il 2004 e il 2020. Ha inoltre rappresentato la Gran Bretagna ai Campionati mondiali di tiro con l'arco e alla Coppa del mondo di tiro con l'arco, e l'Inghilterra ai Giochi del Commonwealth.
Dopo una serie di titoli nazionali nei primi anni 2000, Naomi Folkard è stata selezionata per la squadra olimpica britannica di tiro con l'arco nel 2004. Da allora ha gareggiato regolarmente in eventi internazionali di tiro con l'arco olimpico e in seguito ha partecipato alle Olimpiadi del 2008, 2012, 2016 e 2020.

## Vita privata
Naomi Folkard è nata nel 1983 a Leamington Spa nella contea del Warwickshire. È stata introdotta al tiro con l'arco all'età di cinque anni, provando per la prima volta questo sport in un campo scout durante le vacanze scolastiche. A dodici anni era un membro della squadra junior britannica ed è passata alla squadra senior all'età di sedici anni. Entrambi i suoi genitori avevano partecipato a gare di tiro con l'arco a livello locale e dal 2012 suo fratello è stato membro della squadra juniores britannica.
Folkard ha studiato musica all'Università di Birmingham, partecipando alle Olimpiadi del 2004 poco dopo aver terminato gli esami del secondo anno. Avendo iniziato a suonare il violino e il pianoforte in giovane età, attribuisce alle sue prime esperienze con il violino la sua abilità nel tiro con l'arco, affermando "era ovvio che avessi una maggiore coordinazione rispetto alla maggior parte dei bambini della mia età a causa della musica". Nel 2009 ha dichiarato che se non fosse diventata un'arciera probabilmente avrebbe fatto parte di un'orchestra.
Ha una figlia, nata nel 2021.

## Carriera

### Esordi
Naomi Folkard è stata campionessa britannica nel 2000, 2001 e 2003 e ha partecipato ai World Student Games nel 2003. Era una riserva della squadra britannica di tiro con l'arco alle Olimpiadi del 2000 a Sydney. Nel 2004 ha vinto i campionati di tiro con l'arco indoor del Regno Unito nella categoria arco olimpico individuale femminile, poco prima di qualificarsi per le Olimpiadi di Atene nello stesso anno. Ai Campionati europei di tiro con l'arco indoor 2006 ha conquistato una medaglia d'argento.

### Giochi olimpici
Naomi Folkard ha vinto la selezione per le Olimpiadi 2004 di Atene nell'aprile di quell'anno, aggiungendosi a Helen Palmer e alla quattro volte olimpionica Alison Williamson come membro della squadra femminile della Gran Bretagna. Nella gara individuale femminile ha concluso il turno di classificazione a 72 frecce, che determina le teste di serie per i successivi turni di eliminazione, in diciassettesima posizione. Ha proseguito la gara fino al terzo turno dove è stata sconfitta dalla testa di serie Park Sung-hyun della Corea del Sud, perdendo contro la futura medaglia d'oro di dodici punti nella partita a diciotto frecce. Nella gara a squadre Folkard, Palmer e Williamson sono state sconfitte dall'India nel primo turno di eliminazione.
Alle Olimpiadi del 2008 di Pechino Naomi Folkard e le compagne Alison Williamson e Charlotte Burgess hanno conquistato un inaspettato secondo posto per la Gran Bretagna nel ranking round della gara a squadre femminile, dietro alle campionesse in carica della Corea del Sud. Superate le fasi eliminatorie, nelle semifinali sono state sconfitte dalla Cina e hanno disputato la partita per la medaglia di bronzo contro la Francia, perdendo di due punti la gara a 24 frecce. Nell'individuale femminile Naomi Folkard aveva concluso il ranking round all'ottavo posto con un punteggio di 651 punti su un massimo di 720. È passata ai quarti di finale della competizione, ma è stata sconfitta al terzo turno dalla giapponese Nami Hayakawa.
Per i Giochi Olimpici del 2012 di Londra Naomi Folkard si è assicurata un posto tra le tre arciere britanniche nell'aprile di quell'anno alle prove nazionali tenutesi a Lilleshall Lei e le compagne di squadra Alison Williamson e Amy Oliver sono uscite presto dalla gara a squadre femminile venendo sconfitte dalla Russia nel turno di apertura, dopo aver concluso all'undicesimo posto su dodici nazioni nel ranking round. Nell'individuale è entrata nelle fasi eliminatorie al quarantaduesimo posto, prima tra le britanniche. Dopo una vittoria al primo turno sulla russa Kristina Timofeeva, Folkard ha ceduto al secondo turno contro la messicana Mariana Avitia.
Ai Giochi Olimpici del 2016 di Rio ha ottenuto la sua quarta partecipazione qualificandosi come una delle due arciere britanniche. Qui ha ottenuto la migliore prestazione olimpica della sua carriera raggiungendo i quarti di finale della competizione individuale femminile, dove ha perso contro la poi medaglia d'oro Chang Hye-jin della Corea del Sud. Dopo la sua sconfitta Folkard aveva annunciato che Rio 2016 sarebbe stata la sua ultima Olimpiade, affermando "Sono un'arciera a tempo pieno da 11 anni e ora ho bisogno di una vita" e aggiungendo che aveva intenzione di diventare un'allenatrice.
Nonostante l'annuncio del ritiro ha continuato a partecipare a tornei internazionali. Le sue esibizioni le sono valse un posto nella squadra olimpica britannica per le Olimpiadi del 2020 di Tokyo svoltesi poi nel 2021, la sua quinta apparizione consecutiva ai Giochi. Lei e le sue compagne Sarah Bettles e Bryony Pitman sono state eliminate dall'Italia nella gara a squadre femminile, e Folkard è stata successivamente eliminata da Wu Jiaxin nell'individuale femminile.

## Campionati mondiali
Ai Campionati mondiali di tiro con l'arco del 2007 Naomi Folkard ha vinto la medaglia di bronzo assieme a Alison Williamson e Charlotte Burgess nella gara del ricurvo a squadre femminile, sconfiggendo l'Italia nella partita per il terzo posto, dopo aver perso la semifinale contro la Corea del Sud. Due anni, dopo ai Campionati del 2009, non è andata oltre il secondo turno sia nella gara a squadre che in quella individuale. Nel decennio successivo ha vinto altre due medaglie di bronzo, finendo terza nel ricurvo a squadre miste con Patrick Huston ai Campionati del 2017 a Città del Messico e nel ricurvo a squadre femminile ai Campionati del 2019 a 's-Hertogenbosch.

## Altre competizioni
Tra le altre competizioni vinte da Naomi Folkard si annoverano tre medaglie nella Coppa del mondo di tiro con l'arco tra il 2007 e il 2010, una medaglia d'argento nella gara del ricurvo a squadre femminile ai Giochi del Commonwealth 2010, dove, con le compagne Alison Williamson e Amy Oliver, ha perso per un solo punto la finale contro le padrone di casa dell'India e un oro nella gara a squadre femminile e un argento nella squadra mista agli Europei del 2019 a Minsk.

## Palmarès
- Mondiali

Lipsia 2007: bronzo nella gara a squadre femminile
Città del Messico 2017: bronzo nella gara a squadre mista
's-Hertogenbosch 2019: bronzo nella gara a squadre femminile
- Giochi europei

Minsk 2019: oro nella gara a squadre femminile e argento nella gara a squadre mista
- Giochi del Commonwealth

Delhi 2010: argento nella gara a squadre femminile